# Cosmòdrom Oriental

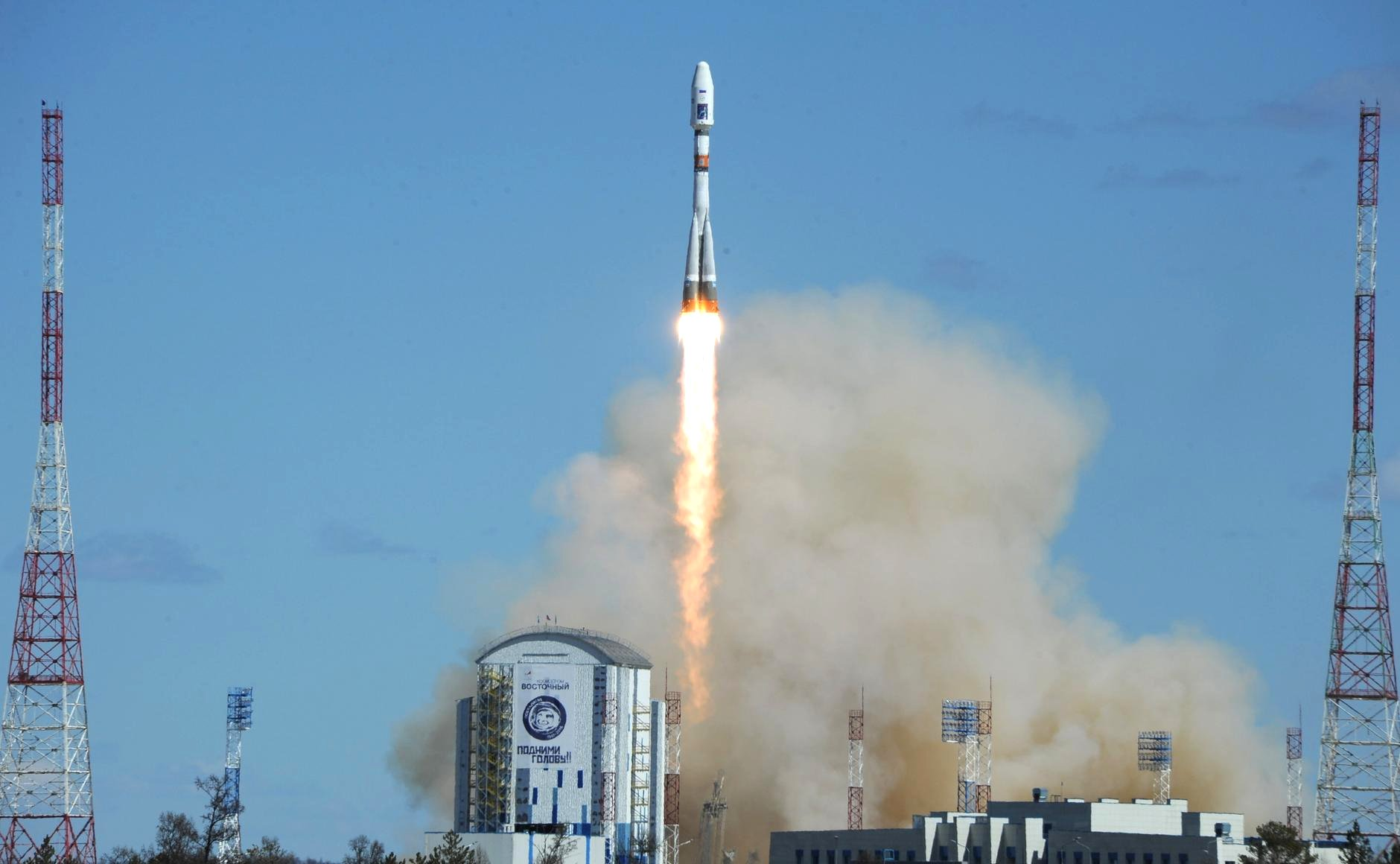
Llançament de la Soiuz-2.1a de Cosmòdrom Oriental, 28 d'abril de l'any 2016

El Cosmòdrom Oriental és ubicat a 51° 53′ N 128° 20′ E a l'Amur, a l'Extrem Orient Rus.

El Cosmòdrom Oriental (rus: Космодром Восточный Kosmodrom Vostotxni) és el nou port espacial construït per Rússia que es troba en el 51è paral·lel nord en l'óblast de l'Amur, en l'Extrem Orient Rus i Manxúria Exterior. El seu objectiu és reduir la dependència russa del Cosmòdrom de Baikonur, que es troba al Kazakhstan. La construcció va començar al gener 2011 i s'espera que estigui acabat el 2018. El primer llançament s'hi va realitzar el 28 d'abril del 2016. Hi ha set plataformes de llançament planificades per al Cosmòdrom Oriental, de les quals la PU-1S (371SK14) dedicada als coets Soiuz-2 fou acabada a la fi de 2015 malgrat els problemes de construcció, sobrecostos i retards. La següent plataforma a construir serà dissenyada per a coets Angarà-1.2/A5/A5P/A5V, amb llançaments previstos pel 2021.

## Història
El president rus Vladímir Putin va fer diverses declaracions posant l'accent en la importància del nou cosmòdrom. L'agost de 2010, va dir "La creació d'un nou centre espacial ... és un dels projectes més grans i més ambiciosos de la Rússia moderna". El gener de 2011, va ordenar al govern a completar els estudis tan aviat com sigui possible perquè la construcció pugui començar en la data prevista.
El dissenyador general del cosmòdrom és Ipromashprom (Institut de Projectes d'Enginyeria Mecànica). El contractista principal és l'Agència Federal per a la Construcció Especial.
La construcció del cosmòdrom va començar el gener de 2011 i, es va planificar la seva finalització el 2018. El cap de Spetstroy, Grigory Naginsky va dir a la premsa que els primers plans per al centre van passar de ser projecte a rebre el primer contracte amb un valor d'1,6 bilions de rubles signat amb Roskosmos, que incloïa la construcció de la línia fèrria i la carretera. Naginsky també va prometre la terminació de l'habitatge temporal per als treballadors de la construcció en el lloc l'1 d'octubre de 2011.
Tot i que la plataforma de l'Angarà al Cosmòdrom Oriental originalment s'havia previst per a la terminació el 2018, com a part de la segona fase de la construcció del nou centre de llançament, Dmitry Rogozin va anunciar el gener de 2013, que l'Angarà volaria des del Cosmòdrom Oriental abans, el 2015. En tot cas, però, Roscosmos va anunciar el novembre de 2014 un ajornament, i que la primera missió no tripulada de l'Angarà no es posaria en marxa fins al 2021.
Més de 100 treballadors de la construcció es van declarar en vaga per protestar per l'impagament de salaris al març i abril de 2015.
Arran de les acusacions de corrupció i les proves de la Fiscal General de Rússia que "una sèrie de lleis laborals han estat violades durant la construcció. [Vladímir Putin va dir que] prendrà personalment el control de la construcció del cosmòdrom."
El juny de 2015, la instal·lació dels equips de suport, el muntatge de la primera planta del lloc de comandament del cosmòdrom han estat lliurats als especialistes del Centre d'Operació Terrestre (TsENKI).
L'octubre de 2015 es va anunciar que parts del complex de muntatge del coet Soiuz-2 van ser dissenyats per a una variant diferent del coet i són massa petites, de manera que la data de llançament prevista del primer Soiuz-2 des del cosmòdrom pel desembre de 2015 va ser traslladada. Un portaveu d'una agència de la infraestructura espacial del govern rus va informar que "els treballs amb el coet al complex d'integració i proves ara no poden ser portats a terme a causa del fet que la instal·lació no està llesta," i va afegir que "Encara hi ha imperfeccions en la construcció." No obstant això més tard aquesta informació va ser desmentida pel Centre d'Operacions del cosmòdrom i el coet va ser introduït dins les instal·lacions.
El juliol de 2020, la primera unitat del coet Angarà, el substitut del Proton es carregà des de Severodvinsk al vaixell Barentz per lliurar al Cosmòdrom Oriental a través de la ruta del Mar del Nord i després per riu per primera vegada.

## Ubicació

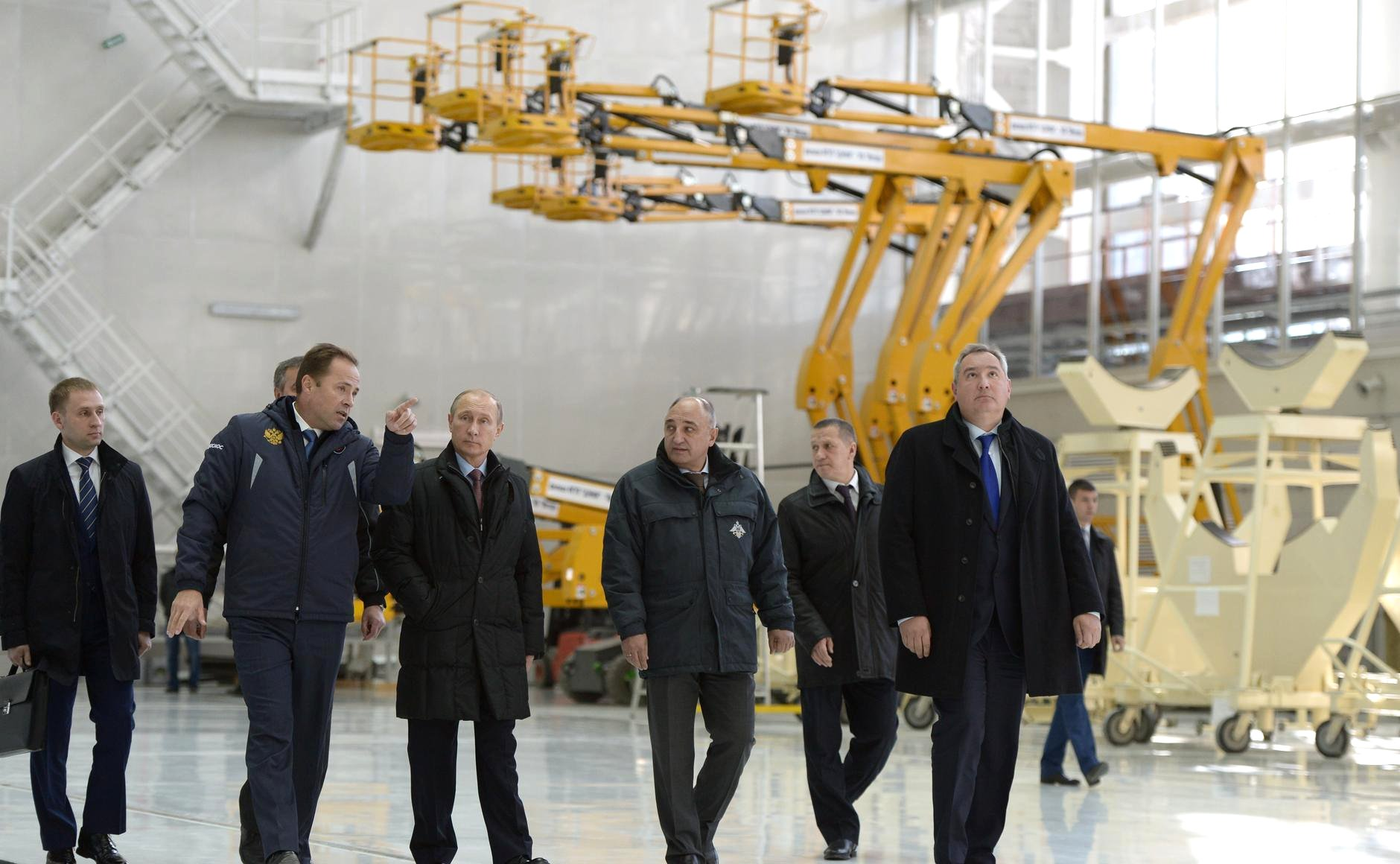
El President de Rússia Vladimir Putin al cosmòdrom el 14 d'octubre de 2015

El Cosmòdrom Oriental és a la regió dels districtes de Svobodni i Ximanovsk de l'óblast de l'Amur en l'Extrem Orient Rus, a les conques del Zeia i el Bolxoia Piora, aproximadament a 600-800 km de l'oceà Pacífic, depenent de l'azimut de llançament. L'àrea total prevista és de 551,5 km², amb una regió d'aproximadament 30 km de diàmetre centrat en 51° 53′ N, 128° 20′ E / 51.883°N,128.333°E. L'estació de tren més propera és Ledianaia i la ciutat més propera és Tsiolkovski. La latitud del cosmòdrom, 51° nord, significa que els coets seran capaços de portar gairebé la mateixa quantitat de càrrega útil que seria llançada des de Baikonur a 46°N. Altres arguments a favor de l'elecció d'aquesta ubicació inclouen la capacitat d'utilitzar les zones poc poblades i masses d'aigua per a les trajectòries de llançament dels coets; proper a les principals xarxes de transport, com ara el Ferrocarril Transsiberià, el Ferrocarril Baikal-Amur i la carretera M58; abundància de recursos de producció d'electricitat a la zona; i la infraestructura de suport de l'antic Cosmòdrom de Svobodni, on es basa el nou port espacial. La ubicació del lloc a la regió de l'Extrem Orient de Rússia permet el transport fàcil dels materials, i permet que els coets s'acabin desfent de les seves primeres etapes sobre l'oceà. Va ser ampliat com a part del pla de modernització de la infraestructura de suport. Putin va dir que entre una de les possibles ubicacions de cosmòdroms era una àrea de ribera de l'oceà Pacífic, prop de Vladivostok, però que els experts van recomanar de no situar-lo en la proximitat de l'oceà, ja que pot crear problemes i retards en els llançaments, i com a resultat es va triar el lloc actual.

## Propòsit
El nou cosmòdrom permet a Rússia posar en marxa la majoria de les missions des de la seva pròpia terra, i per reduir la dependència russa del Cosmòdrom de Baikonur al Kazakhstan. Actualment, Baikonur és l'únic lloc de llançament operat per Rússia amb la capacitat de llançar missions tripulades a l'espai, per exemple l'ISS. El govern rus paga un lloguer anual de $115 milions al Kazakhstan per al seu ús. Els satèl·lits amb destinació a l'òrbita geoestacionària i alta inclinació de l'òrbita poden ser llançats des de l'actual Cosmòdrom de Plessetsk al nord-oest de Rússia. El nou lloc està destinat sobretot per a llançaments civils. Roscosmos planeja traslladar el 45% dels llançaments espacials de Rússia al Cosmòdrom Oriental el 2020, mentre que la quota de Baikonur es reduirà del 65% a l'11%, i Plesetsk representarà el 44 per cent. En un projecte d'estratègia, que va ser presentat en una reunió del club d'amics de tecnologia espacial i telecomunicacions Skolkovo que publica oficialment un microbloc al Twitter va dir el 2011 que la proporció dels objectes espacials llançats des del territori de Rússia se situa en el 25% en l'actualitat i el 2030 aquesta xifra augmentarà fins al 90%.

## Construcció

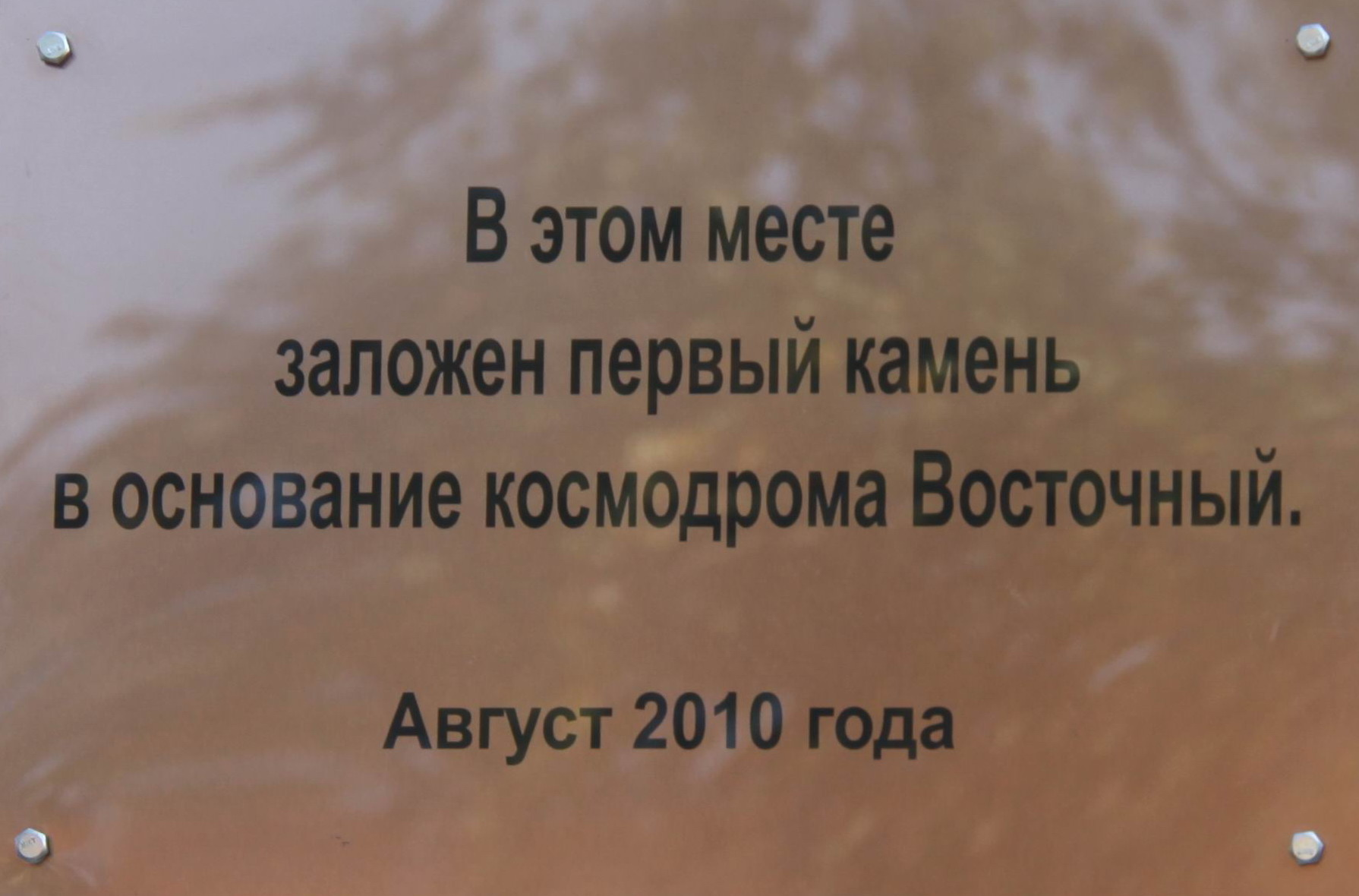
Placa col·locada en una monument a la zona on es pot llegir "En aquest lloc es va col·locar la primera pedra del Cosmòdrom Oriental. Agost de 2010"

Els primers plans de projecte programaven set plataformes de llançament a ser construïdes, incloent dos per a vols amb tripulació. L'1 de setembre de 2009 Medvedev va signar un decret Presidencial №562 declarant Spetstroy és l'únic contractista de la construcció del cosmòdrom. La construcció va començar el gener de 2011 i s'espera que sigui completat el 2018.
Els enginyers russos van tractar d'aplicar els coneixements adquirits a partir de la construcció de les instal·lacions de llançament Soiuz al Port Espacial Europeu de Kourou i la plataforma Angarà al Port Espacial Naro a Corea del Sud. Com a mesura d'estalvi, no hi ha estructures militars defensives com les del cosmòdrom de Baikonur a Vostochny. Més de 400 instal·lacions socials, d'enginyeria i d'infraestructura de mitjans de transport, 115 km de carreteres i 125 km de ferrocarril previstes per a ser construïdes al cosmòdrom.
El desembre de 2011, ARMS-TASS va informar en relació amb el director de l'Agència Federal de Construcció Especial, Grigory Naginsky que els hotels i les casernes s'estan construint dins de la infraestructura del Cosmòdrom Oriental. Parlant dels plans de desenvolupament d'habitatges, ha assenyalat que una ciutat de 40 mil persones es construiria a la xarxa del cosmòdrom.
El gener de 2012, un Decret del Govern de Rússia va transferir 9.663 hectàrees de les terres forestals en el departament d'Amur per a la construcció del port espacial dels districtes de Shimanovsky i Svobodensky.
El 2 de març, el Fiscal general de Rússia Yuri Gulyagin va dir en una reunió amb el representant presidencial al Districte Federal de l'Extrem Orient Viktor Ishayev que el pagament puntual dels salaris, així com el registre de vehicles i persones que participen en la construcció del cosmòdrom, aviat estaran en el focus de les autoritats reguladores. Segons ell, la construcció de la zona de llançament no ha de ser admès a les violacions que es trobaven a la construcció dels objectes del 2012 APEC Summit. Com es va assenyalar en la reunió, el nombre de treballadors i organitzacions de cada mes només augmentarà i, per tant, requereix un control estricte. El nombre d'empleats a les instal·lacions a la fi de 2012 va augmentar de 5.000 a 7.000.
L'abril de 2013, Ministre del Desenvolupament de l'Extrem Orient Viktor Ishayev va dir que 2014 seria l'any més actiu en el període de construcció i el nombre de treballadors s'elevarà a 7.000. També va dir que sent els retards en la reconstrucció i el desenvolupament dels llocs per a les residències dels treballadors que es van lliurar des del Ministeri de Defensa de Rússia a Uglegorsk. El 12 d'abril, que fou Dia de la cosmonàutica a Rússia, Putin va suggerir a nom de la ciutat que es construirà a prop del cosmòdrom amb el del fundador de l'astronàutica teòrica, Konstantín Tsiolkovski, dient que no hi ha encara una localitat a Rússia que porta el nom del científic. Més tard es va decidir assignar aquest nom a Uglegorsk, la ciutat més propera.
El novembre de 2013, l'agència de notícies ITAR-TASS va informar que la bretxa que existia al juliol de tres mesos es va reduir al novembre a 10 dies. Per aquest temps la primera etapa del projecte, la construcció de carreteres en el cosmòdrom, s'havia completat. A partir del novembre de 2013, més de 4.000 efectius, 680 peces d'equips de construcció i vehicles estaven treballant al lloc. Amb el personal treballant en règim de rotació, el nombre total de persones involucrades en el projecte va arribar a 5.246.
El desembre de 2013, els especialistes van triar llocs per les instal·lacions de l'Angarà al cosmòdrom i van transportar una maqueta del coet portador des del GKNPZ Khrunichev a Moscou fins al port espacial.
El març de 2014, l'operador de la xarxa elèctrica federal de Rússia FGC UES, va completar la primera fase de l'alimentació al cosmòdrom. La primera fase s'ha modernitzat àmpliament a una subestació de 220 kV anomenada "Ledyanaya", així, la companyia ha proporcionat la capacitat de connectar receptors d'energia de les futures estructures a la Xarxa Nacional Unificada d'Energia. El mateix mes Spetsstroy va dir que tenia l'esperança d'acabar la construcció de la plataforma de llançament per al coet transportador Soiuz-2 abans de la fi del juliol de 2015.
El juliol de 2015 la reconstrucció de l'estació de tren Ledyanaya va ser finalitzada i es va fer un aparcament, un edifici de serveis i instal·lacions de tractament, 20 nous desviaments i sistemes de comunicacions. En el menor temps possible una ampliació va ser construïda per al lloc d'enclavament elèctric i la plataforma de càrrega alta, a més de la construcció de les estacions de ferrocarril Promishlenaya-1 (rus: Промышленная-1) i Promishlenaya-2. Es troben directament en el territori del cosmòdrom.
El 25 de setembre de 2015, el primer coet amb destí a un llançament en el cosmòdrom Oriental va arribar en tren. El coet, un Soiuz-2.1A, va ser planificat pel llançament el desembre de 2015.
L'octubre de 2015, un portaveu d'una agència de la infraestructura espacial del govern rus va informar que "Treballar amb el coet al complex d'integració i proves ara no pot ser portat a terme a causa que la instal·lació no està llesta" i va afegir que "Encara hi ha imperfeccions en la construcció". Segons The Moscow Times, la infraestructura crítica va ser construïda a les dimensions equivocades i no cabria l'actual generació de coets Soiuz. No obstant això més tard aquesta informació va ser desmentida pel Centre d'Operacions del cosmòdrom i el coet va ser introduït a la instal·lació.

## Aspectes econòmics
S'espera que el desenvolupament del Cosmòdrom Oriental tingui un impacte positiu en l'economia del relativament poc desenvolupat Extrem Orient Rus. El govern rus té una política estratègica per dur empreses d'alta tecnologia a la regió de l'Extrem Orient, i diverses empreses que participen en els vols espacials tripulats hi traslladin les seves activitats quan es completi el nou cosmòdrom. També s'espera que el desenvolupament de les noves instal·lacions augmenti dràsticament l'ocupació a les ciutats de Tsiolkovsky, Ximanovsk, Svobodny i d'altres. D'acord amb una estimació de 2009, la construcció tenia un cost de 400 milions de rubles ($13,5 bilions). Juntament amb les plataformes de llançament i les instal·lacions de processament, es construirà un aeroport i una ciutat satèl·lit. La ciutat s'ha dissenyat per donar cabuda a 35.000 persones, així com per a turistes. Ha de contenir una infraestructura de suport complet amb escoles, llars d'infants i clíniques. L'arquitecte Dmitry Pshenichnikov ha declarat que la ciutat es converteixi en "una ciutat única per la ciència i el turisme especial amb un disseny únic i un bell paisatge". Quan s'hagi completat, el cosmòdrom farà servir de forma permanent 20.000-25.000 persones.
El novembre de 2012, els informes de premsa van indicar que el govern rus està tenint dificultats per trobar un bon ús per al nou port espacial, i que diversos ministres del govern han estat evitant el projecte.

## Galeria

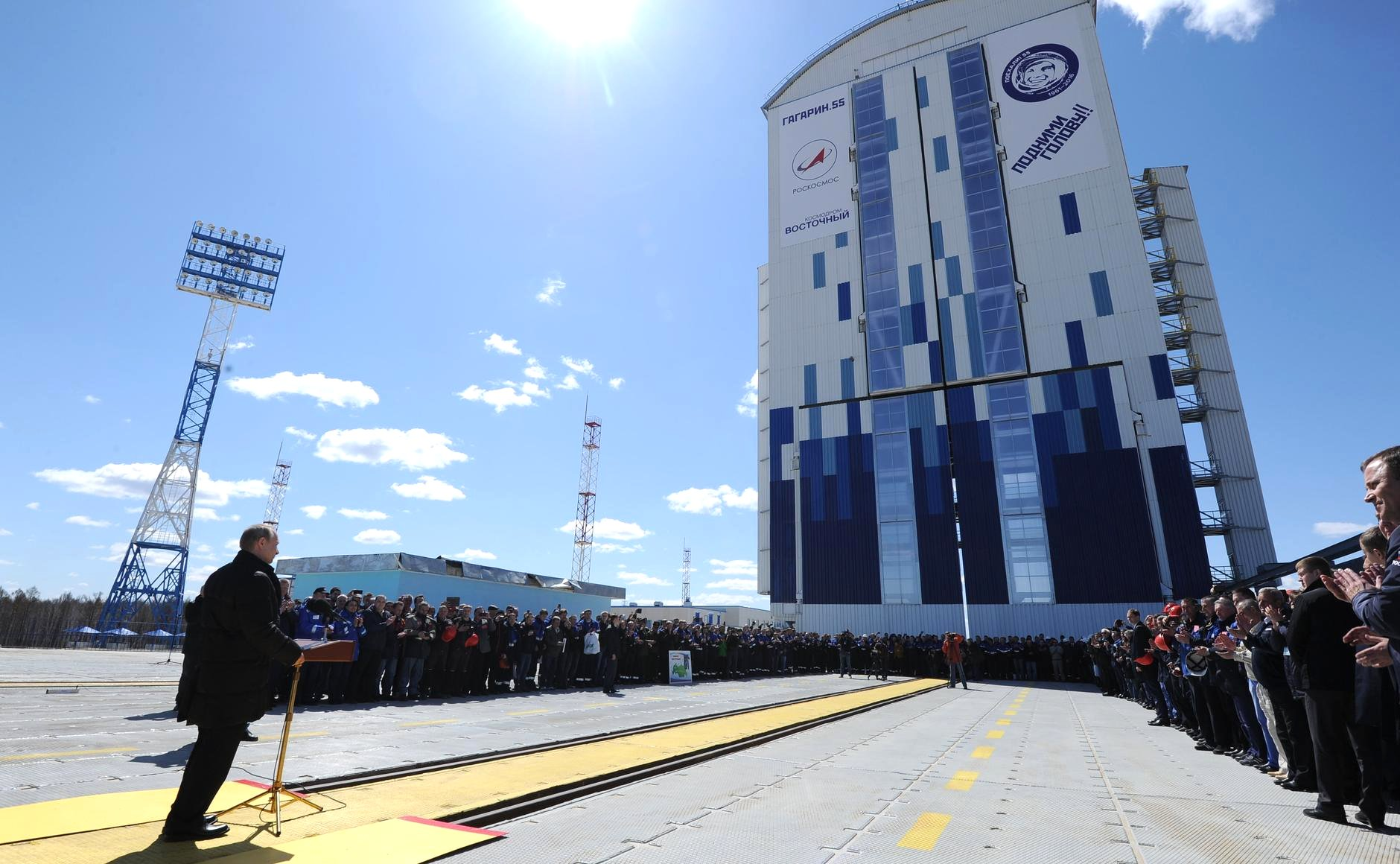
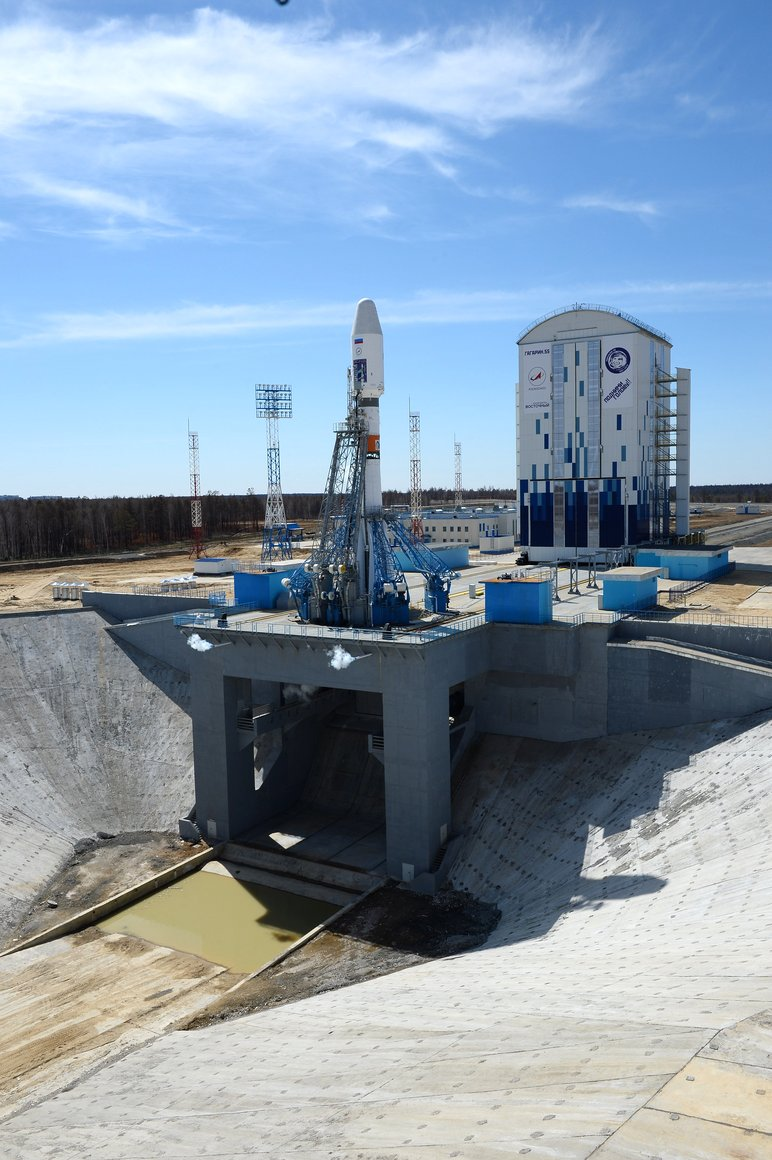
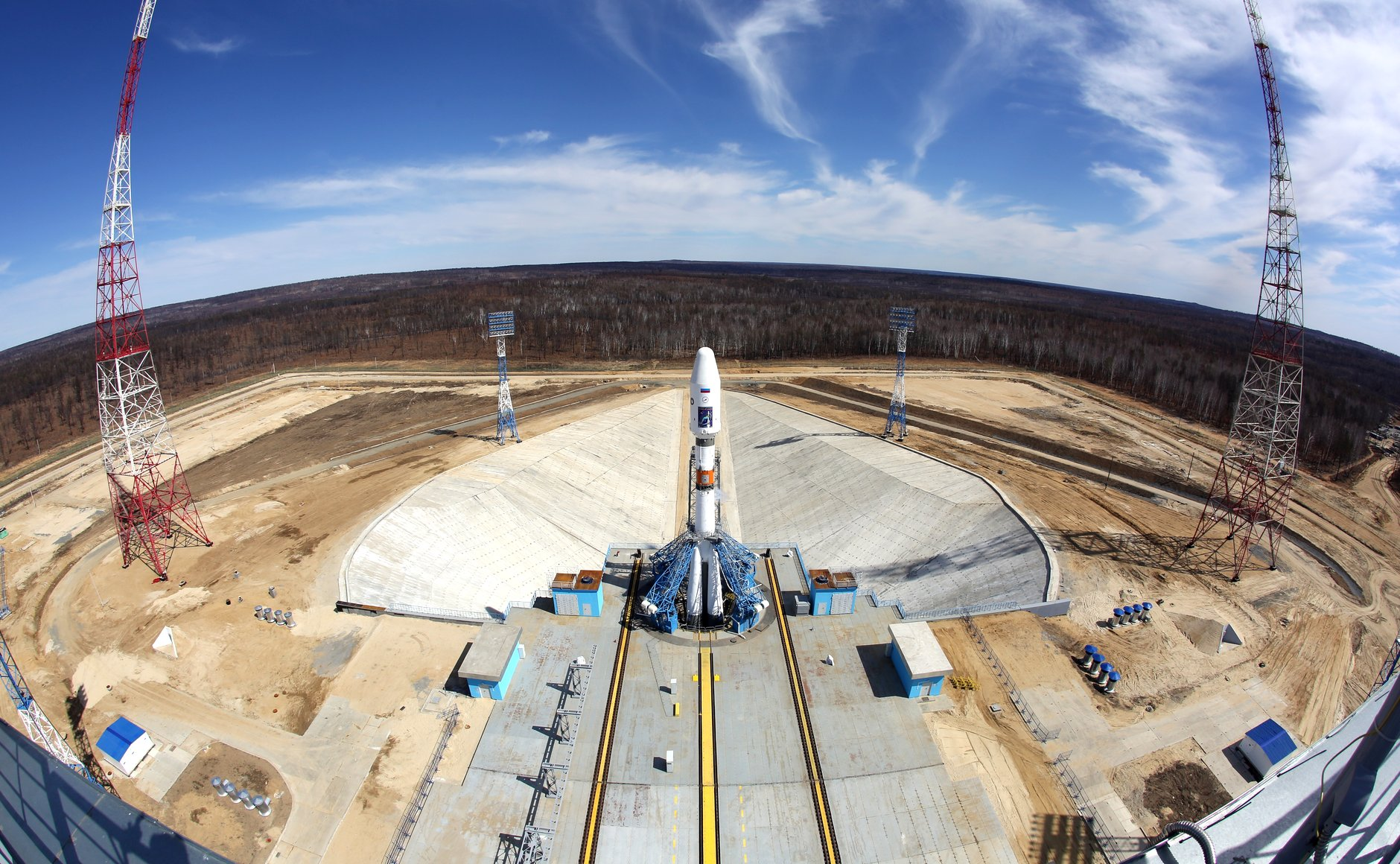
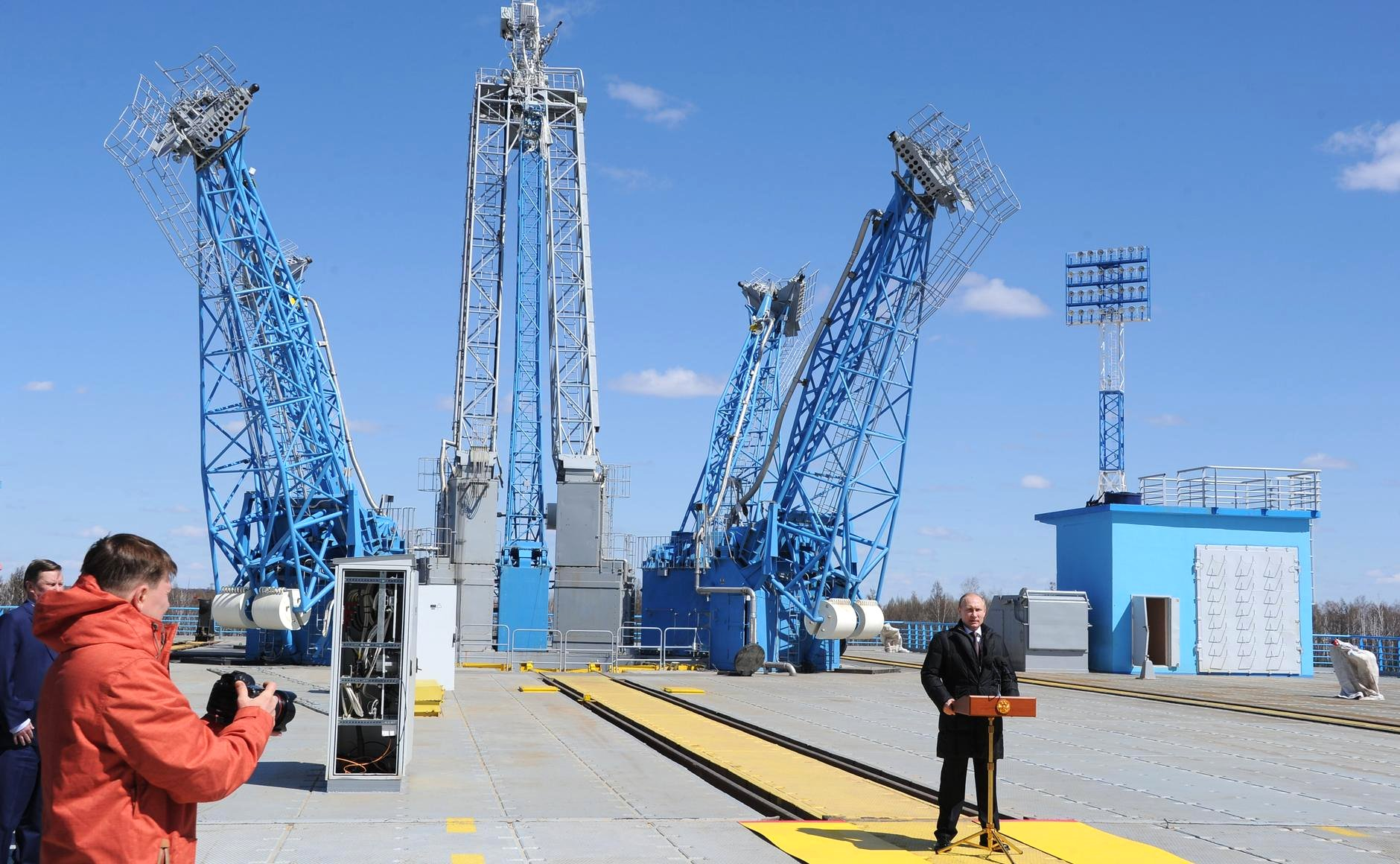
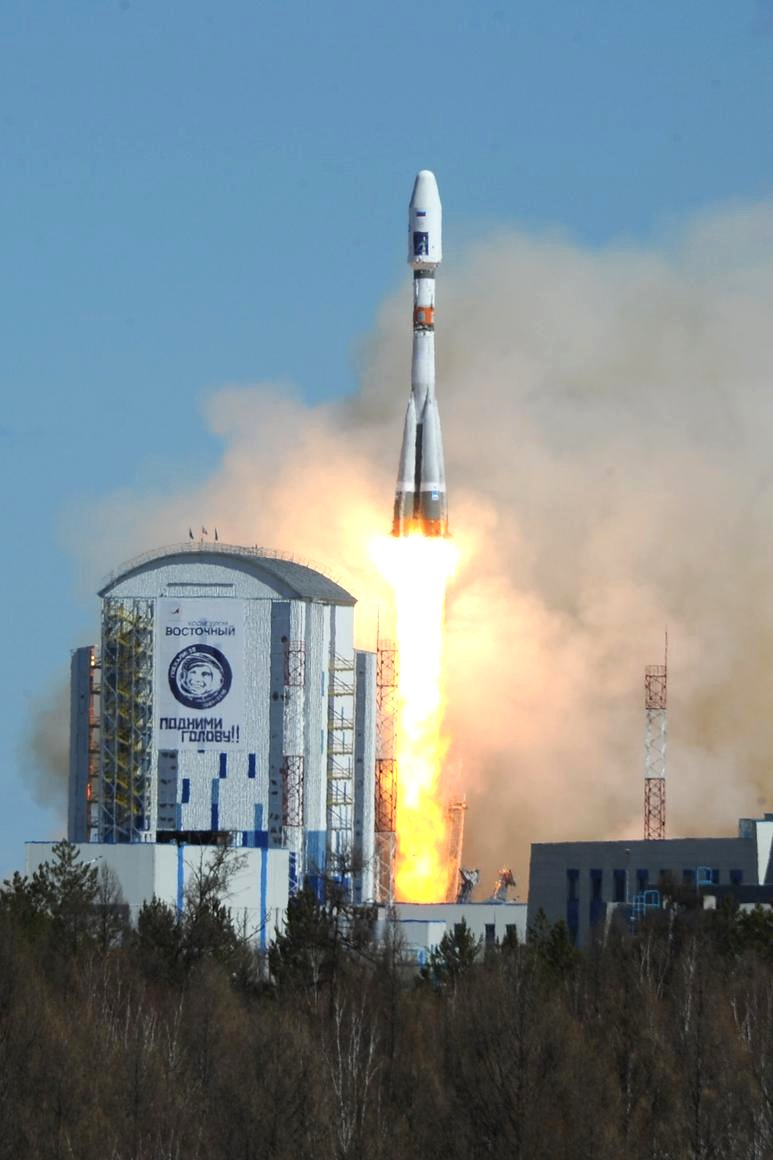